# Megaselia wellingtonensis
Megaselia wellingtonensis är en tvåvingeart som beskrevs av Ronald Henry Lambert Disney 2003. Megaselia wellingtonensis ingår i släktet Megaselia och familjen puckelflugor. Inga underarter finns listade i Catalogue of Life.